# Abludomelita amoena
Abludomelita amoena är en kräftdjursart. Abludomelita amoena ingår i släktet Abludomelita och familjen Melitidae. Inga underarter finns listade i Catalogue of Life.